# Paulin Lecca
Paulin Lecca (n. 24 iulie 1914, comuna Babele, județul Ismail – d. 1 februarie 1996, Mănăstirea Rogozu, județul Vrancea) a fost un cunoscut duhovnic ortodox român.